# 2010年10月英國

## 10月31日
- 為籌備2012年英女皇伊利沙伯二世登基鑽禧紀念，BBC特別舉辦比賽，公開邀請全國6至14歲兒童設計鑽禧紀念徽。英女皇1977年和2002年的銀禧和金禧紀念徽均由專業設計師設計，今次是首次邀請兒童設計，主辦當局預計在2011年2月公佈遴選結果。BBC （页面存档备份，存于）
- 國防部證實一名英軍在阿富汗赫爾曼德省執勒期間中伏擊斃，令英軍自2001年在阿富汗展開軍事行動以來，累積死亡人數上升至342人。BBC （页面存档备份，存于）

## 10月30日
- 一艘由也門飛往美國芝加哥的客機，昨日停靠東密德蘭機場時被搜出爆炸品，一旦成功引爆，將造成重大傷亡。內政大臣文翠珊表示，英國的恐怖襲擊警示維持在「嚴重」級別。BBC （页面存档备份，存于）
- 工黨副黨魁夏雅雯在蘇格蘭工黨大會上，批評身兼內閣閣員的自民黨籍財政部首席秘書艾德禮是「薑黃色的老鼠」。她隨後透過發言人就有關言論致歉，及承認有關言論「不當」。BBC （页面存档备份，存于）、每日電訊報 （页面存档备份，存于）

## 10月29日
- 下議院議長約翰·貝爾考在議事廳主持第二屆青年國會，今屆青年國會有超過300名11至18歲的青少年擔當少年國會議員，其中男女比例各佔一半，少數族裔和傷殘人士分別約佔兩成和一成。貝爾考表示青年國會就像英國「現代社會的萬花筒」。BBC （页面存档备份，存于）
- 身在布魯塞爾的英揆大衛·卡梅倫與多個歐盟成員國領袖達成共識，將2011年的歐盟預算增幅由原先的百分之6大幅下調至不多於百分之2.9，但有輿論批評卡梅倫未能履行承諾爭取凍結或削減歐盟預算。每日電訊報 （页面存档备份，存于）、BBC （页面存档备份，存于）

## 10月28日
- 英揆大衛·卡梅倫前往布魯塞爾出席歐盟峰會前夕，先後致電德國總理默克爾和法國總統薩爾科齊，遊說兩國反對大幅增加歐盟預算。BBC （页面存档备份，存于）
- 商務大臣祈維信博士原訂訪問牛津大學，但有牛津大學與牛津布魯克斯大學學生計劃組織示威抗議政府削減高等教育經費，訪問被迫取消。BBC （页面存档备份，存于）

## 10月27日
- 英國空運業界表態支持英國航空主席馬田·布勞頓提出重新審視機場保安政策的訴求，布勞頓批評現時部份機場安檢措施，例如要乘客脫鞋檢驗和特別檢查手提電腦，是「完全多餘」的做法。他又批評美國政府對國際線航班比國內線航班採取更高規格的安全檢查，呼籲英政府停止向美國的安檢規定屈從和「叩頭」。BBC （页面存档备份，存于）
- 政府宣佈所有公司要在2016年9月前為員工提供退休金計劃、或安排員工加入新設立的全國僱員儲蓄信託（Nest），估計全國屆時會有400萬至800萬名僱員受到保障。BBC （页面存档备份，存于）

## 10月26日
- 國家統計廳最新數字顯示，英國國民生產總值承接第二季百分之1.2的增長，在7月至9月再錄得百分之0.8的增長，比普遍預期的百分之0.4高出一倍，不過確實增長率有待官方進一步修訂。財相歐思邦認為數字反映英國經濟正穩步復原，亦有助增強市場信心，財政部則表示英國出現雙底衰退的可能不大。BBC （页面存档备份，存于）
- 在工黨黨魁選舉期間曾表態支持文禮彬和批評文立彬的前商務大臣文德森勳爵接受BBC訪問，讚揚文立彬出任黨魁後的表現是一個「好的開始」。BBC （页面存档备份，存于）

## 10月25日
- 商務大臣祈維信透露，政府正就現行的全民退休金制度進行「相當激進」的全面檢討，對於有報導指政府計劃將退休金水平由現時每周97英鎊至132英鎊，劃一上調至每周140英鎊，祈維信不予置評，但強調檢討需長時間研究，不可能一晚就完成。有學者則擔心，雖然政府推出的削減公共開支方案有助節省公帑，但未必可以承受上調退休金所帶來的財政壓力。BBC （页面存档备份，存于）
- 英揆大衛·卡梅倫向英國工業聯會發表演說，承諾會透過「法理和努力不懈的手段」確保英國的未來經濟增長，而政府也會支持創業和扶助新企業發展。他又暗示會以靈活的制度篩選非歐盟技術勞工到英國工作，以回應商界早前表達限制非歐盟移民人數有可能造成人才流失的擔憂。BBC （页面存档备份，存于）

## 10月24日
- 今屆英國的諾貝爾經濟學獎得主克里斯托弗·皮薩里德斯教授接受訪問時表示，財相歐思邦上周發表的削減公共開支方案令英國經濟不必要地承受風險，又批評歐思邦誇大英國正面臨一如希臘的債務危機。BBC （页面存档备份，存于）
- 資訊專員公署宣佈調查Google在製作Google街景期間，曾否不必要地透過私人Wi-fi網絡收集個人私隱資料。公署在本年較早時，亦曾就Google街景有否收集個人私隱資料展開調查，但當時並無發現違規。BBC （页面存档备份，存于）

## 10月23日
- 因病入院的前首相戴卓爾女男爵繼續留院休養，但身體狀況已經好轉，預料可在數日內出院。BBC （页面存档备份，存于）
- 為響應削減地方開支，倫敦三個由保守黨控制的地方議會宣佈合併行政團隊和地方服務，社區大臣白高志呼籲其他地方跟隨。BBC （页面存档备份，存于）

## 10月22日
- 兩日前宣佈決意離開曼聯的前鋒朗尼，戲劇性地宣佈與曼聯續約五年。BBC （页面存档备份，存于）
- 司法部公開已故國防部武器專家大衛·凱利博士的驗屍報告，報告結論凱利死於自殺。凱利在2003年向BBC提供資料，質疑英政府以伊拉克擁有大殺傷力武器而聯合美國出兵的理據，後來被發現倒斃於牛津郡寓所附近。為尊重死者家屬，政府最初下令驗屍報告保密70年，引起外界揣測凱利博士死於謀殺，迫使政府今次以公眾利益為理由公開報告。BBC （页面存档备份，存于）

## 10月21日
- 財相歐思邦宣讀《支出檢討》後，有示威者在首相府外示威，抗議政府剝削百姓，工會大會亦指《支出檢討》將對社會帶來破壞性影響。歐思邦強調，雖然收入最高的一成人士最受影響，但每人都要為滅赤付出，指出方案「公平」。不過，工黨批評方案對基層草根最為不利，另一方面，財政研究院表示雖然這是1970年代、而非二戰以來最大幅度的削減開支計劃，但對窮人打擊是二戰以來最大。BBC （页面存档备份，存于）
- 財政部進一步公佈向銀行開徵新稅的詳情，表示新稅將於明年1月1日起開徵，屆時會向英資銀行在本土和海外的資產徵稅，外國銀行在英國本土的資產也要徵稅，稅率不會高於百分之0.1，預料會為庫房每年帶來25億英鎊收入。財政部又表示，銀行零售業務已投保的存款與銀行資產可獲豁免徵稅，目的是遏止銀行進行高風險投機活動。英國銀行家公會擔心200多家在英國有業務的外國銀行將明顯受新稅項影響，又指出部份銀行會在不同國家遇上被重複徵稅的問題。BBC （页面存档备份，存于）

## 10月20日
- 財相歐思邦向下院宣讀《支出檢討》，宣佈在未來四年內削減810億英鎊公共開支，方案包括提早調高退休年齡、削減傷殘津貼、房屋福利和稅務優惠，另外又計劃向銀行開徵新稅項，以及裁減近50萬個公職。今次是二次大戰以來最大幅度的削減開支方案，歐思邦強調方案以公平、改革和增長為原則。2010年支出檢討、BBC （页面存档备份，存于）
- 前首相戴卓爾女男爵因流感感染繼續在醫院留醫，她的兒子馬克·戴卓爾爵士透露母親應可在一兩天內出院。戴卓爾女男爵上周因流感缺席首相府為她舉辦的85歲壽辰宴會。BBC （页面存档备份，存于）

## 10月19日
- 曼聯教練費格遜爵士透露朗尼萌生去意，對消息感到「震驚」和「惋惜」。BBC （页面存档备份，存于）
- 國防大臣霍理林醫生公佈的《國防檢討》宣佈，1985年服役至今的HMS皇家方舟號航空母艦將於今年提早退役，較原定的2014年早四年，以節省國防開支，不過，建造兩艘伊利沙白女皇級航空母艦的計劃獲准繼續進行。BBC （页面存档备份，存于）

## 10月18日
- 能源大臣禤傑思宣佈政府計劃在2025年之前，透過私人發展的形式在英格蘭和威爾斯八個地方興建核電廠，政府不會提供任何補貼。蘇格蘭方面因表明不再興建核電廠而不會參與政府的計劃。BBC （页面存档备份，存于）
- 上議院特權委員會建議處分三名涉嫌詐取議員津貼的上議員，其中涉嫌騙取房屋津貼的工黨籍上議員烏丁女男爵（Baroness Uddin）建議被禁制出席上院會議至2012年4月，同時罰款125,349鎊。有關建議待上院表決通過才能正式生效。BBC （页面存档备份，存于）

## 10月17日
- 將於星期三宣讀《支出檢討》的財相歐思邦接受訪問時表示，政府會協助英國渡過即將推出的削減公共開支方案，又強調方案獲得商界支持。今次的《支出檢討》將交代政府在各領域的削減開支詳情，目標是在四年內節省830億英鎊。BBC （页面存档备份，存于）
- 小型商業聯盟呼籲歐洲議會否決將婦女帶薪產假由現時的14周上調至20周，聯盟批評成員將因此每年多付25億英鎊。BBC （页面存档备份，存于）

## 10月16日
- 財相歐思邦將於下周宣讀《支出檢討》，消息指政府內部已拍板削減年度國防預算370億英鎊，削減幅度為百分之8，比財政部早前訂下的一成少。BBC （页面存档备份，存于）
- 另一方面，消息指政府內部已達成共識，盡量不削減現時英格蘭地區的教育預算，但政府其他方面的開支將面臨更大幅度的削減，以維持足夠教育經費。BBC （页面存档备份，存于）

## 10月15日
- 有消息指政府在下周發表的《支出檢討》當中，將建議削減英格蘭地區的大學經費達42億英鎊，政府拒絕評論。BBC （页面存档备份，存于）
- 2012年倫敦奧運主辦當局首次公佈擬定的門票價格，其中男子一百米總決賽門票最貴要每張725英鎊。整個奧運將有880萬張門票，其中百分之75會由2011年3月起向公眾公開發售。BBC （页面存档备份，存于）

## 10月14日
- 前首相戴卓爾夫人因患流感，決定取消出席首相府出席慶祝其85歲壽辰的晚宴，但晚宴應其要求如常舉行。BBC （页面存档备份，存于）
- 內閣廳長官麥浩德公佈政府計劃廢除192個半官方機構，電影局和核數署等榜上有名，另外政府又擬定合併118個同類機構，以提高政府問責和削減公共開支，在野工黨則批評這樣做反面會增加支出。BBC （页面存档备份，存于）

## 10月13日
- 前首相戴卓爾夫人渡過其85歲生辰，英揆甘民樂將於周四在首相府設宴款待，前外相賀維勳爵及卡靈頓勳爵等前閣僚均會出席，但消息指曾在1990年一度與戴卓爾夫人角逐保守黨黨魁的前國防大臣夏舜霆勳爵則不在賓客名單之上。BBC （页面存档备份，存于）
- 外相夏偉林首次以外相身份出訪俄羅斯，稍後會於莫斯科拜會俄羅斯總統梅德韋傑夫。英俄關係自2006年利特維年科事件以來一直處於低潮，夏偉林今次訪俄行程是希望增進兩國的商業合作。BBC （页面存档备份，存于）

## 10月12日
- 新任工黨黨魁文立彬在下院首次召開影子內閣會議，影子財相莊翰生表示，前工黨政府大舉外借是為了阻止「金融市場崩潰」，但聯合政府現時的大幅削減公共開支方案是完全可以避免的，他批評政府未確定私人市場回復健康的投資水平以前，都不應大舉削減公共開支。較早前財相歐思邦批評工黨「逃避面對」財赤的事實。BBC （页面存档备份，存于）
- 自民黨籍的商務大臣祈維信向下院表態，支持採納一份獨立報告的意見，容許英格蘭的大學自由上調學費，並不設學費上限，他指報告的建議「公平和可行」。BBC （页面存档备份，存于）

## 10月11日
- 政府有意向大學學生貸款收取市場利率，低收入學生則維持收取基本利率。根據現行制度，所有申領學生貸款的大學生在畢業後，在償還貸款期間均須繳付基本利率。BBC （页面存档备份，存于）
- 英揆大衛·卡梅倫表示，日前在阿富汗遇難的蘇格蘭女義工有可能是意外地死於營救的美軍亂槍之下。BBC （页面存档备份，存于）

## 10月10日
- 新任工黨黨魁文立彬承諾一旦執政不會增加個人稅率，但支持前任財相戴理德訂下四年內將財赤減半的目標，他又重申莊翰生是擔任影子財相的「最佳人選」。
- 前工黨籍商務大臣文德森勳爵接受訪問時表示，選民很快就會因為聯合政府的削減開支方案而離棄保守黨，但他寄語新任工黨黨魁文立彬不要放棄「新工黨」時代建構的方針，否則會失去中產對工黨的支持。BBC （页面存档备份，存于）

## 10月9日
- 一名36歲來自蘇格蘭的女義工於9月26日在阿富汗服務時被綁架，消息指她在星期五遇害。BBC （页面存档备份，存于）
- 著名演員米高·堅爵士接受訪問，表態支持安樂死，並披露自己的父親在1955年因肝癌而接受安樂死，但這個決定一直沒有公開，甚至他已去世的母親也不知情。BBC （页面存档备份，存于）

## 10月8日
- 新任工黨黨魁文立彬公佈新的影子內閣名單，分別委任莊翰生、顧綺慧和博雅文出任影子財相、外相和內相。本身是郵差和工會領袖出身的莊翰生曾任衛生大臣和內政大臣，但缺乏管理經濟的經驗。BBC （页面存档备份，存于）
- 副首相尼克·克萊格到北愛爾蘭訪問，他表示當地經有必要多元化發展，減少對公營市場的依賴。BBC （页面存档备份，存于）

## 10月7日
- 哈利法克斯銀行最新數據顯示，英國9月整體樓價比前一月下跌百分之3.6，是有紀錄以來最大跌幅，但該行表示如果現階段斷言樓市正步入跌市期，屬言之尚早。BBC （页面存档备份，存于）
- 剛退出影子內閣的前司法大臣施仲宏批評前內閣閣僚文德森勳爵，指他在名為《第三者》的回憶錄中大肆披露官員間的「私人對話」，指這些內容「全部都是機密」。在較早前，多位工黨黨魁候選人均批評回憶錄的內容，並指回憶錄推出的時間不合時宜，其中文禮彬指回憶錄具「破壞性」、文立彬指該書「冒犯了所有人」、另一候選人貝安德則指文德森「是時候離開」。文德森強調出書是要坦率告知內情，在此刻推出回憶錄是希望工黨及早擺脫過去。BBC （页面存档备份，存于）

## 10月6日
- 外相夏偉林在伯明翰向保守黨周年黨大會致辭，他表示政府正著手向國會引入《歐盟草案》，當中會加入主權條款，明文規定所有歐盟法律要先經國會通過，才可在英國生效，國會亦有權通過禁制歐盟制定的律例在英國生效。此外，草案亦規定，日後任何涉及將權力由英國轉移到歐盟的計劃，都要透過公投作最終決定。他表示草案是為了以立法方式釐清英國的主權地位，國會權力沒有因為草案而有任何實則變動。BBC （页面存档备份，存于）
- 國防大臣霍理林向保守黨大會致辭，批評前任工黨政府經濟政策失誤，「遺禍」現任政府無可避免地削減國防開支。他批評政府每年因負責而償還的利息，足以購買300部直升機和僱用多13,000名軍人。外界現預料國防部在未來四年將要累積削減一成開支。BBC （页面存档备份，存于）
- 昨日發生大火的海斯廷斯碼頭至今仍有零星火種，要繼續由消防員撲滅。嚴重焚燬的碼頭已被海斯廷斯自治議會宣佈列作危樓，極有倒塌危險，呼籲遊人切勿前往。至於較早前拘捕兩名涉嫌縱火，年齡分別為18歲和19歲的青年，已獲准保釋外出。BBC （页面存档备份，存于）

## 10月5日
- 位於東薩塞克斯郡、始建於1872年的著名海濱歷史名勝海斯廷斯碼頭在清晨時份失火，碼頭百分之95建築被大火嚴重焚燬。海斯廷斯碼頭早於2006年因安全問題而關閉，當局原正著手重新規劃碼頭的未來用途。碼頭起火原因仍在調查當中，而警方則拘捕兩名涉嫌縱火的青年。BBC （页面存档备份，存于）
- 繼財相歐思邦日前表示計劃停止向高收入家庭發放兒童福利後，消息傳出政府計劃在2015年前引入夫婦稅務寬減優惠，財政部否認是為財相日前的言論降溫。BBC （页面存档备份，存于）

## 10月4日
- 現年85歲的英國生理學家羅伯特·G·愛德華茲教授獲授予今屆諾貝爾醫學獎，以表揚他早年促成體外人工受精技術的研發。BBC （页面存档备份，存于）
- 財相歐思邦向保守黨周年黨大會發言，表示政府正計劃由2013年起，停止向父或母任何一方每年賺取44,000鎊以上的高收入家庭發放兒童福利，強調這是「艱鉅但公平」的決定。根據現行制度，任何父母可憑長子獲取每周20.3鎊津貼，此後每名子女的津貼額是每周13.4鎊，任何19歲以下接受全日制教育的兒童都可享此福利。BBC （页面存档备份，存于）

## 10月3日
- 英揆大衛·卡梅倫在周年黨大會召開之際接受BBC專訪，他表示政府削減公共開支最多百分之40的計劃並非如民眾想像中痛苦，又指英國有「美好的未來」。BBC （页面存档备份，存于）
- 資訊專員向33個政府部門和機構發出警告，指他們未能依照《2005年資訊自由法案》的規定，在限時內回覆有關要求公開政府資料的申請，當中內政部和國防部榜上有名。根據法案，如果政府部門和機構未能在20日內答覆有關申請，資訊專員有權採取行動。BBC （页面存档备份，存于）

| 依月份排列新聞動態 |
| \| - 2014年英國：1月 - 2月 - 3月 - 4月 - 5月 - 6月 - 7月 - 8月 - 9月 - 10月 - 11月 - 12月 - 2013年英國：1月 - 2月 - 3月 - 4月 - 5月 - 6月 - 7月 - 8月 - 9月 - 10月 - 11月 - 12月 - 2012年英國：1月 - 2月 - 3月 - 4月 - 5月 - 6月 - 7月 - 8月 - 9月 - 10月 - 11月 - 12月 - 2011年英國：1月 - 2月 - 3月 - 4月 - 5月 - 6月 - 7月 - 8月 - 9月 - 10月 - 11月 - 12月 - 2010年英國：1月 - 2月 - 3月 - 4月 - 5月 - 6月 - 7月 - 8月 - 9月 - 10月 - 11月 - 12月 - 2009年英國：1月 - 2月 - 3月 - 4月 - 5月 - 6月 - 7月 - 8月 - 9月 - 10月 - 11月 - 12月 - 2008年英國：1月 - 2月 - 3月 - 4月 - 5月 - 6月 - 7月 - 8月 - 9月 - 10月 - 11月 - 12月 檢閱 \| |
| - 2014年英國：1月 - 2月 - 3月 - 4月 - 5月 - 6月 - 7月 - 8月 - 9月 - 10月 - 11月 - 12月 - 2013年英國：1月 - 2月 - 3月 - 4月 - 5月 - 6月 - 7月 - 8月 - 9月 - 10月 - 11月 - 12月 - 2012年英國：1月 - 2月 - 3月 - 4月 - 5月 - 6月 - 7月 - 8月 - 9月 - 10月 - 11月 - 12月 - 2011年英國：1月 - 2月 - 3月 - 4月 - 5月 - 6月 - 7月 - 8月 - 9月 - 10月 - 11月 - 12月 - 2010年英國：1月 - 2月 - 3月 - 4月 - 5月 - 6月 - 7月 - 8月 - 9月 - 10月 - 11月 - 12月 - 2009年英國：1月 - 2月 - 3月 - 4月 - 5月 - 6月 - 7月 - 8月 - 9月 - 10月 - 11月 - 12月 - 2008年英國：1月 - 2月 - 3月 - 4月 - 5月 - 6月 - 7月 - 8月 - 9月 - 10月 - 11月 - 12月 檢閱       |